# Pinus edulis
Espèce
Statut de conservation UICN

 LC  : Préoccupation mineure
Variétés de rang inférieur
- Pinus edulis var. fallax
- Pinus edulis var. edulis

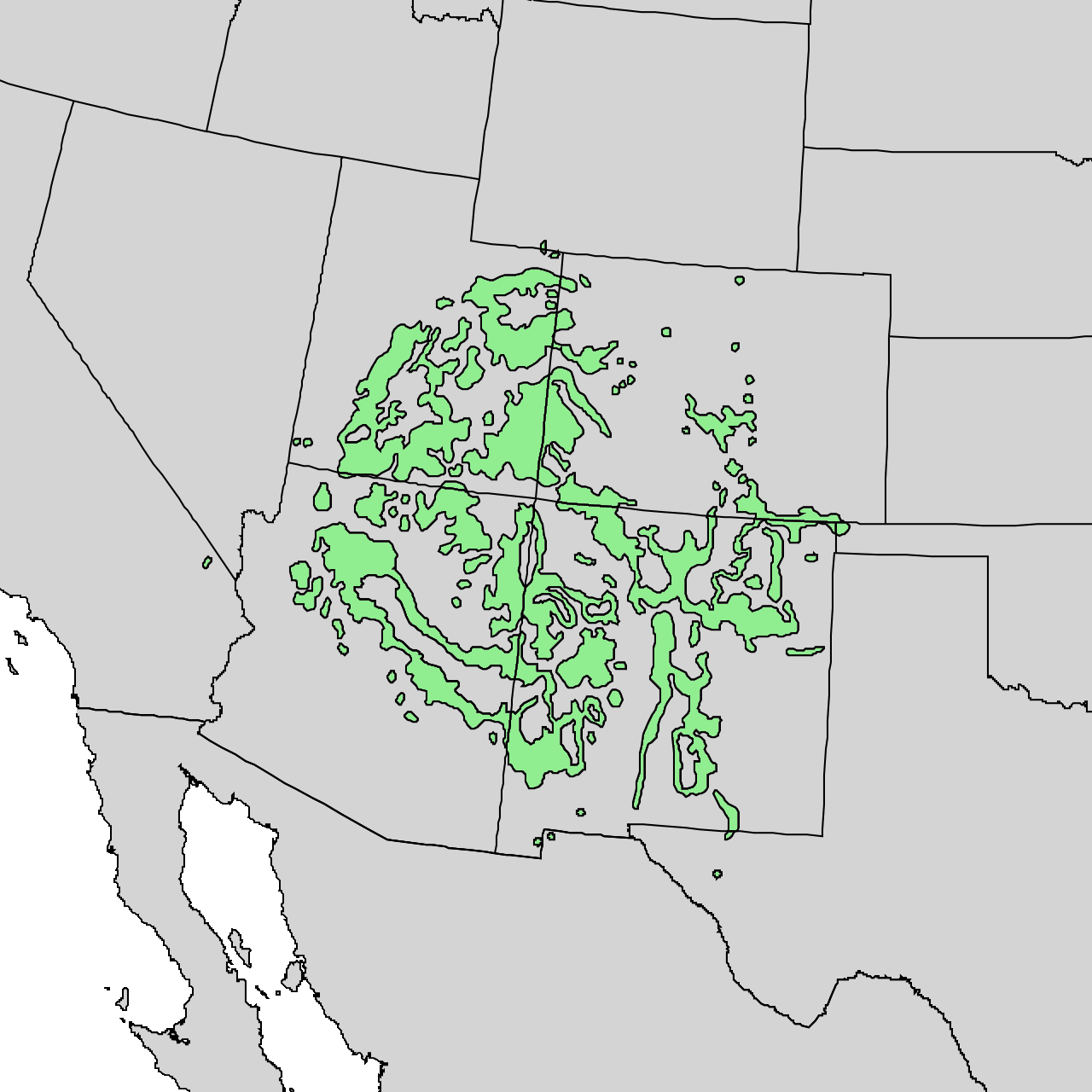
Distribution géographique naturelle

Pinus edulis est une espèce de plantes de la famille des Pinacées. C'est un arbre appartenant  au genre Pinus et au groupe de pins à pignons dont l'ancêtre était membre de la Flore Madro-Tertiaire (un groupe d'arbres résistant à la sécheresse) [réf. souhaitée] et est originaire des États-Unis.

## Répartition et habitat
Il pousse dans le Colorado, le sud du Wyoming, l'Utah oriental et central, le nord de l'Arizona, le Nouveau-Mexique et les monts de Guadalupe à l'ouest du Texas. [2] Il pousse à des altitudes comprises entre 1 600 et 2 400 mètres, exceptionnellement jusqu'à 1 400 mètres et aussi haut que 3 000 mètres. Il est très répandu et souvent abondant dans cette région, formant de vastes étendues boisées aérées, généralement mélangé avec des genévriers formant la communauté de plantes Pinus edulis-genièvre. Il est l'espèce dominante sur 19 000 kilomètres carrés au Colorado, soit 22 % des forêts de l’État. Il a une signification culturelle dans l'histoire de l'agriculture, son bois dur ayant servi  à faire le « pommeau des charrues » utilisées pour briser le sol au début de la colonisation agricole.
Il y a un exemple connu d'une Pinus edulis croissant parmi l'épinette d'Engelmann (Picea engelmannii) et le pin flexible (Pinus flexilis) à près de 3 170 mètres sur le mont Kendrick dans la forêt nationale de Kaibab au Nord de l'Arizona.

## Galerie

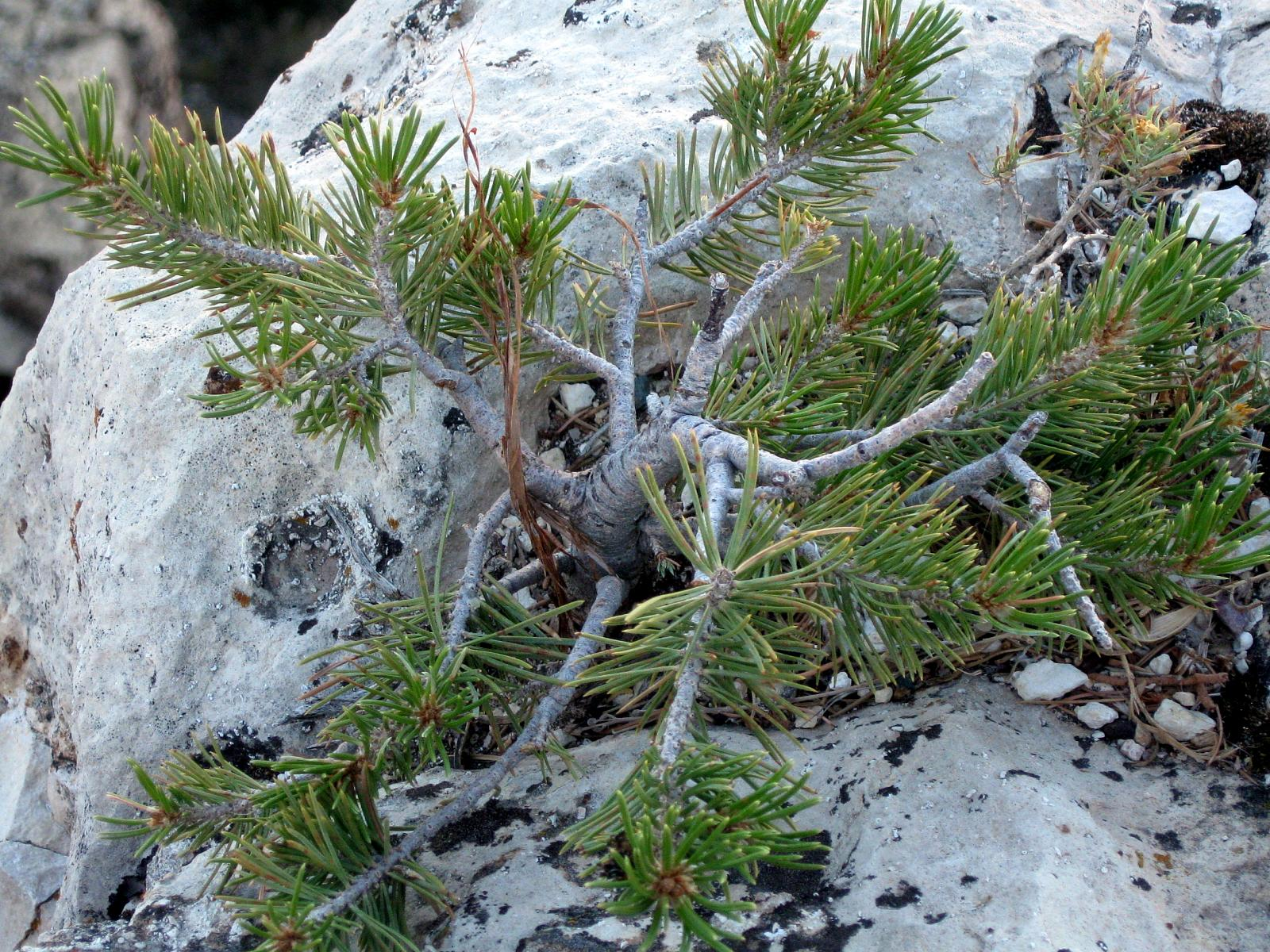
Jeune plant.
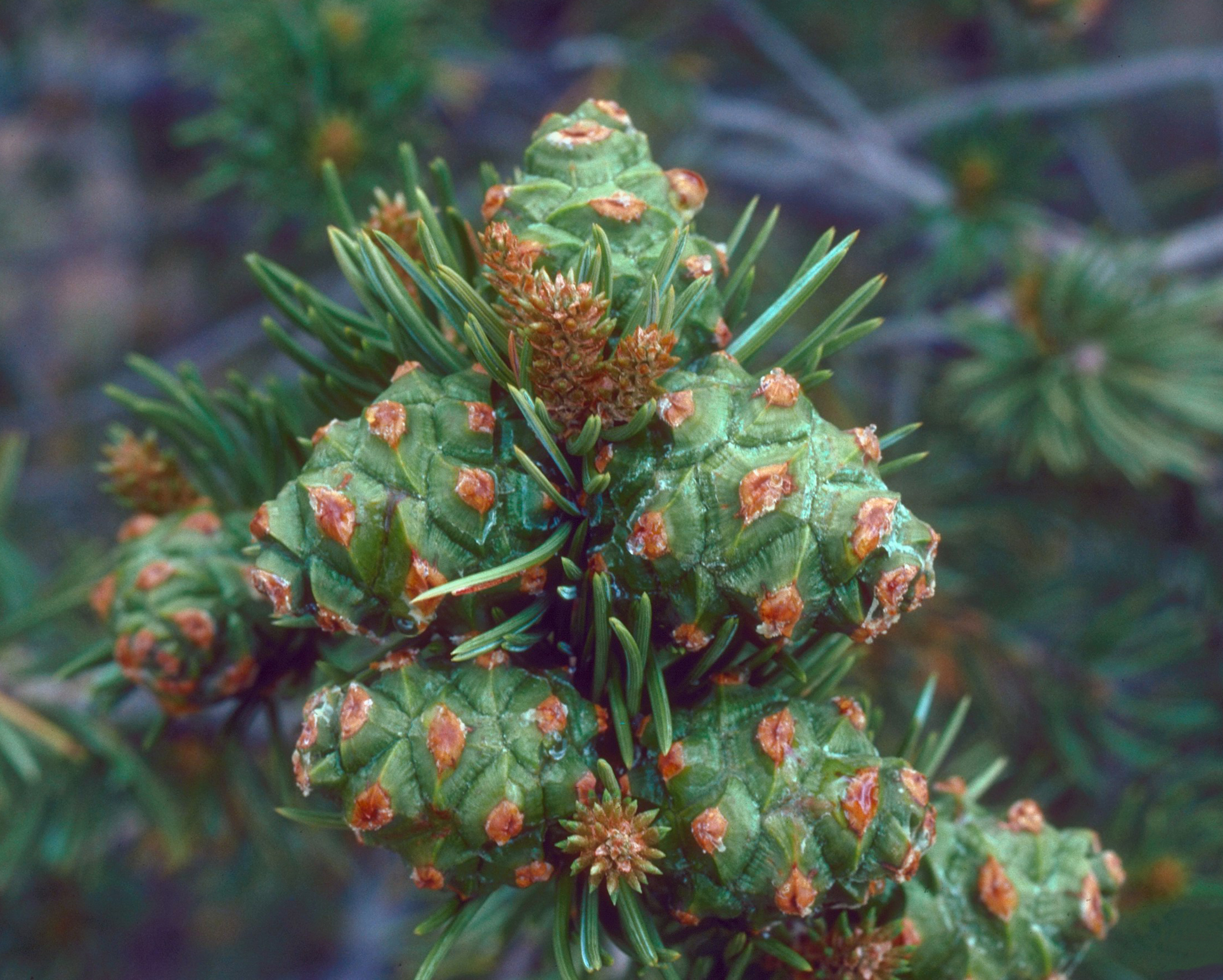
Jeunes cônes.
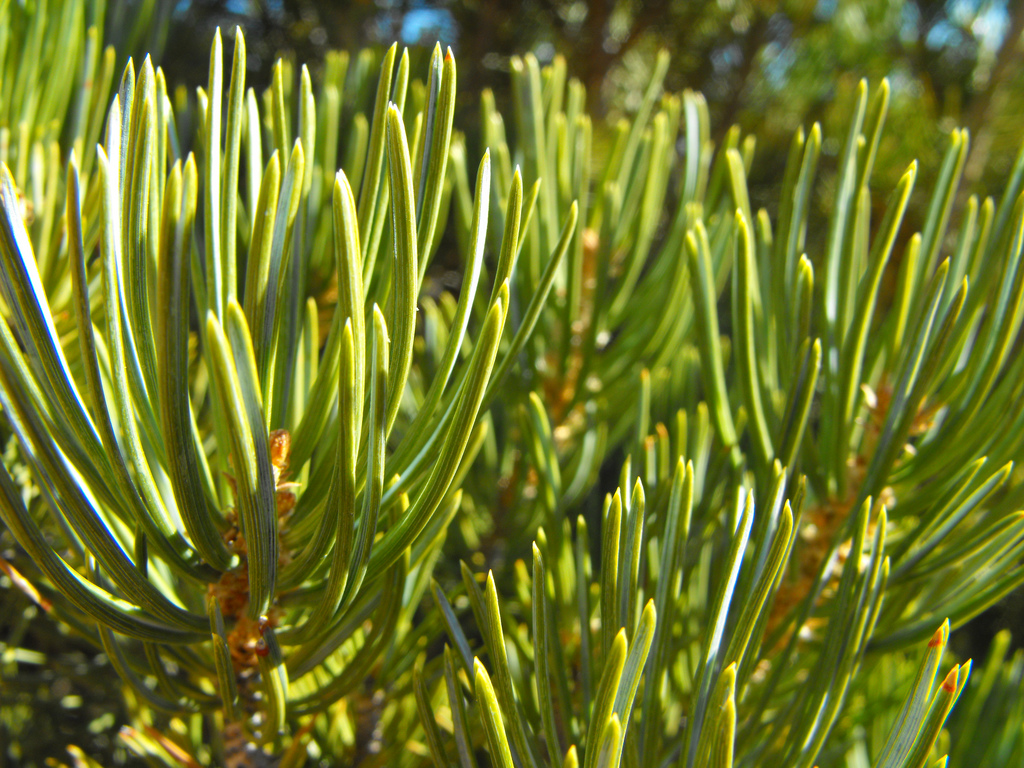
Épines.
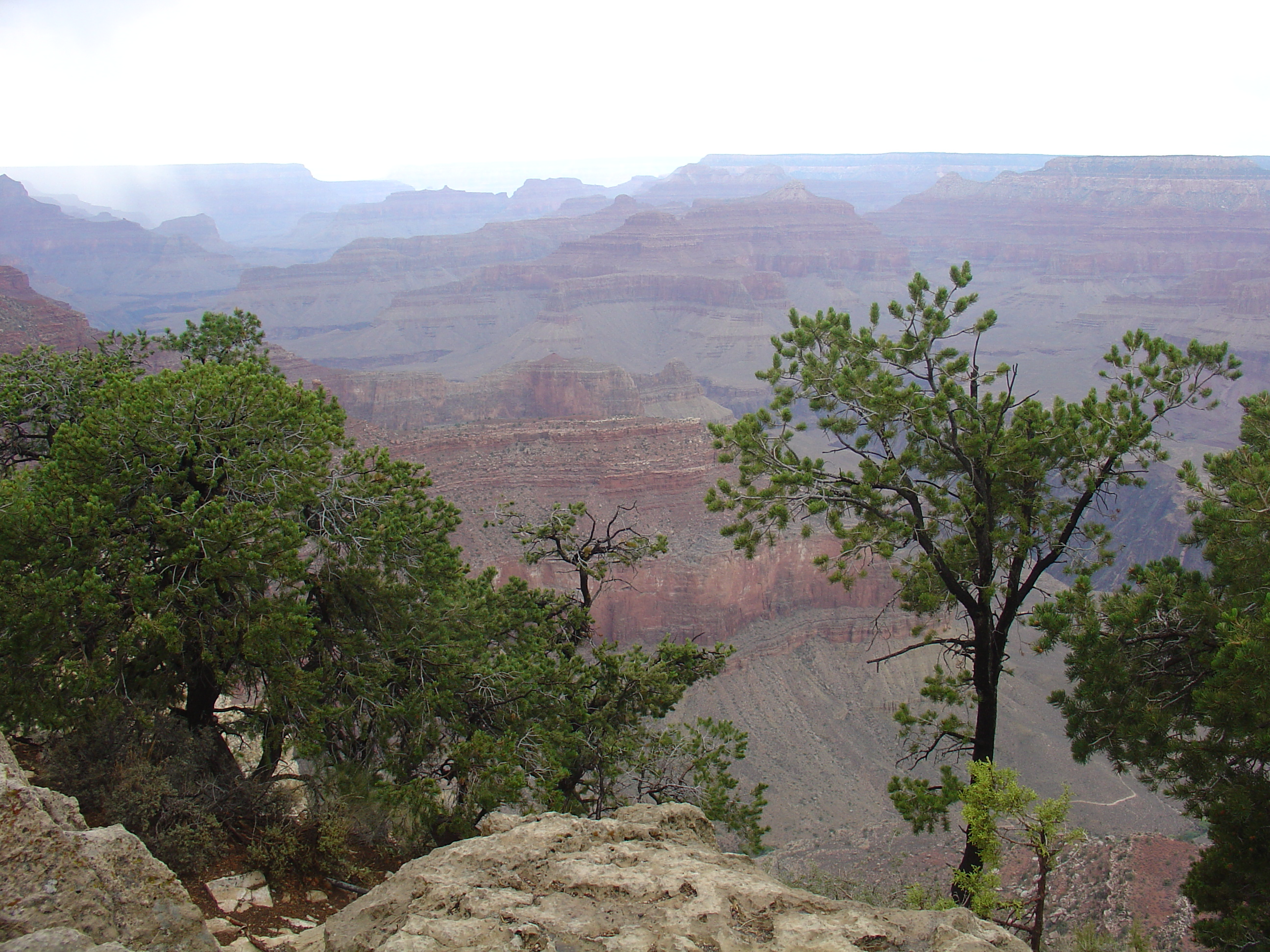
Arbres surplombant le Grand Canyon.